# Палаццо Пікколоміні
Палаццо Пікколоміні(італ. Palazzo Piccolomini) — зразок світської архітектури у місті П'єнця (Тоскана) доби кватроченто. Вибудований коштом папи римського Пія ІІ, що був родом з П'єнци.

## Передісторія

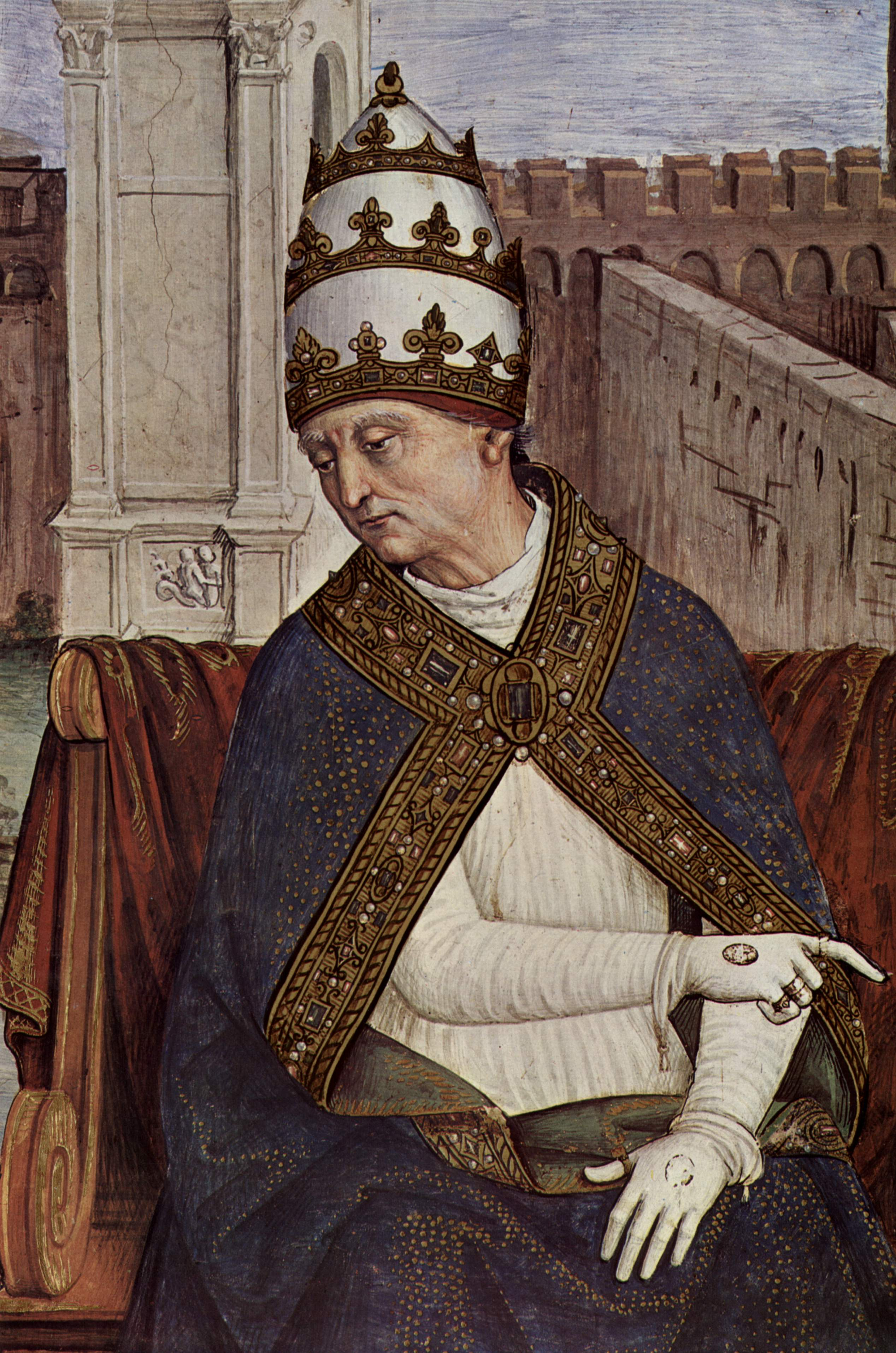
Худ. Пінтуріккіо. Папа римський Пій ІІ.

Еней Сільвіо з роду Пікколоміні вів богемний спосіб життя і навіть створював еротичні вірші. Мінливість і деяка непослідовність були притаманні йому і на престолі папи римського, котрий він посідав близько шести років. Навчався Еней Сільвіо Пікколоміні в Сієнському університеті.
Молодий гуманіст зачитувався творами Цицерона, Лівія і, а наслідуючи римським поетам, писав еротичні вірші. З 1430 виконував функції секретаря трьох єпископів і трьох кардиналів, проявивши при цьому великі дипломатичні здібності, які використовував, зокрема, при дворі німецького імператора Фрідріха III. У 26 років Енеа Сільвіо Пікколоміні брав участь в Базельському соборі, потім став особистим секретарем імператора Фрідріха III, з рук якого прийняв корону Першого поета. З його допомогою імператор став на бік папи Миколи V в боротьбі з Базельським собором; за цю послугу Пікколоміні було надано єпископську кафедру в Трієсті. Серед його досягнень є рішення Віденського конкордату оголосити постанови Базельського собору недійсними і відібрати у німецької церкви досягнуті свободи. У 40 років прийняв священницький сан і вступив на службу до папи Євгена IV, який призначив його єпископом Сієни, а потім — кардиналом.
Недовге перебування у Римі використав для перебудови провінційного міста Корсіньяно на регулярне ідеальне місто (здійснена лише перебудова історичного центра) та на створення палацу для родини і нового катедрального собору. Місто було також перейменоване на честь папи у П'єнца.

## Опис палацу

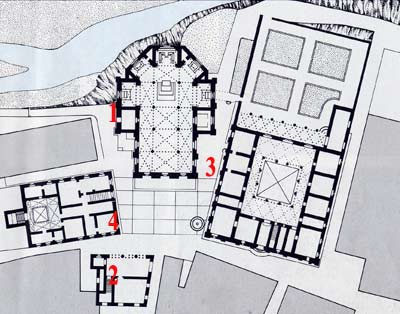
1) катедральний собор Вознесіння Богородиці. 2) палац Пікколоміні, 3) будинок єпископа, 4) ратуша міста

Палац входить як важлива складова частина до ансамблю історичної частини міста П'єнца, але зберігає і власну самодостатність. За типом належить до флорентійських палаців із внутрішнім двориком. Палац симетричний, кам'яний, має повздовжну вісь, що проходить крізь увесь палац, внутрішній дворик і садок за ним. Але як складова частина ансамблю — він вибудований під кутом до площі і повторює напрямок вулиці, від котрої відокремлений кам'яним парканом.
Наріжні фасади палацу повторюють декор, що має палац Ручеллаі у Флоренції, проект котрого створив Леон-Баттіста Альберті — привітний і ясний. В палаці Пкколоміні проектне рішення Альберті огрублене, а всі фасади справляють враження фортечної міці і важкості. Привітним і затишним залишився лише внутрішній дворик. Враження необжитості має і садовий фасад з аркадою першого поверху і лоджіями на другому та третьому поверхах. Бо всі вони майже позбавлені ренессансного декору, привітного і притаманного споруді палаццо Дукале у місті Урбіно роботи Лучано да Лаурана.

## Галерея фото

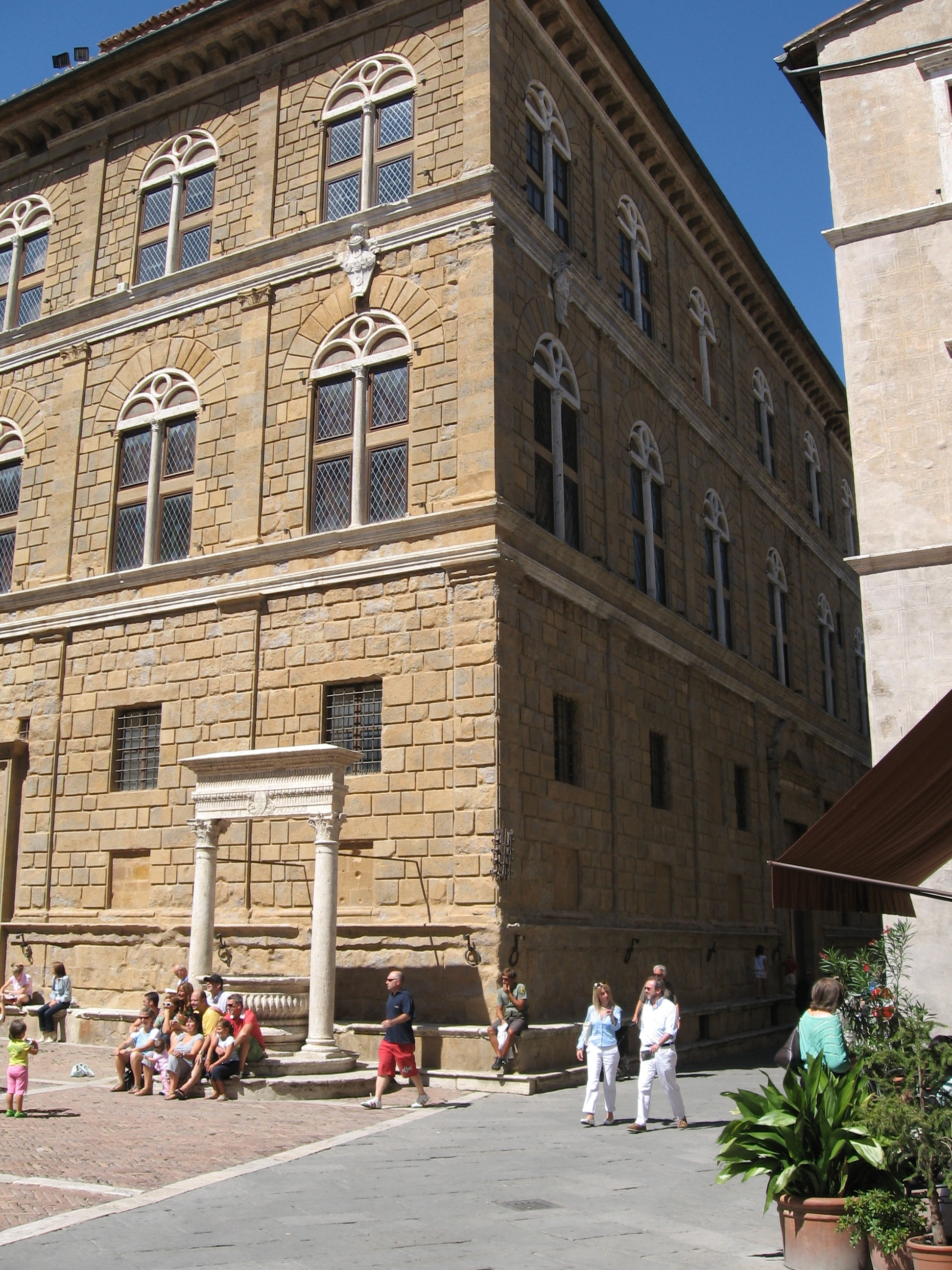
Палац на розі вулиць
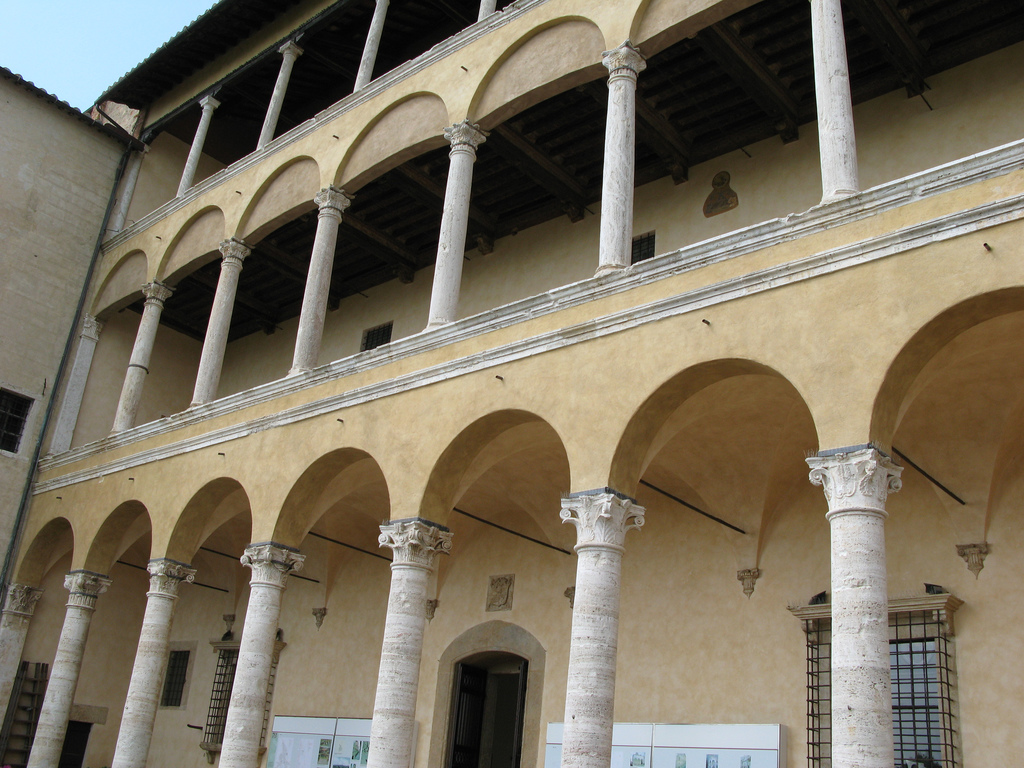
Галерея і лоджії
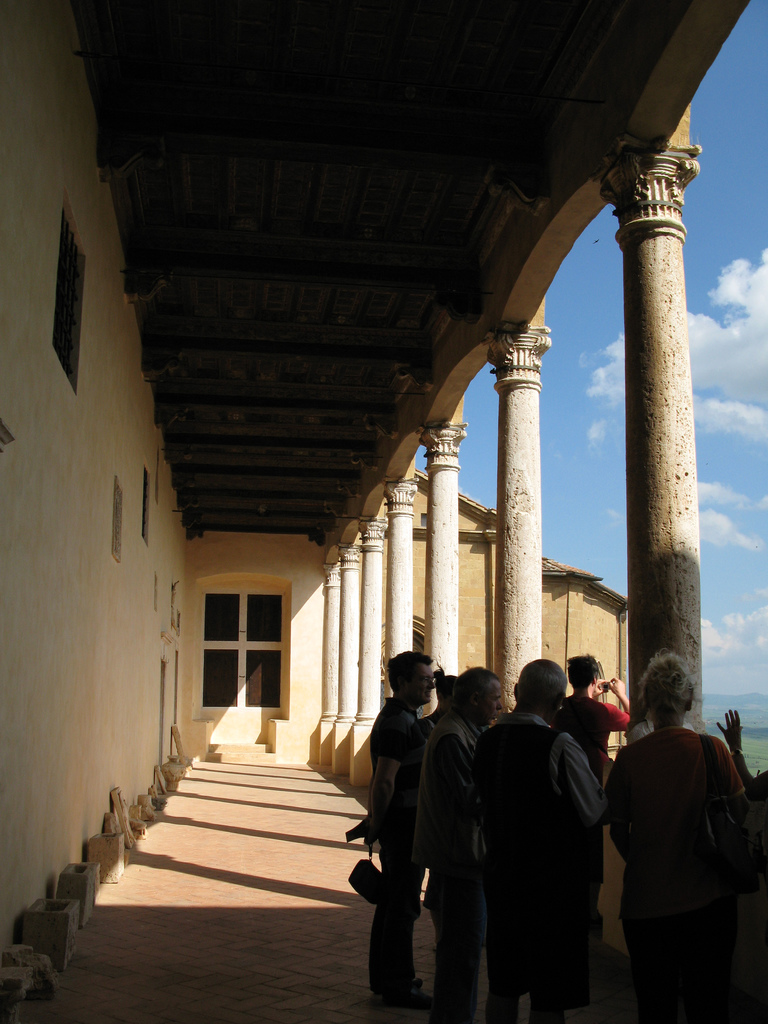
На лоджії палацу
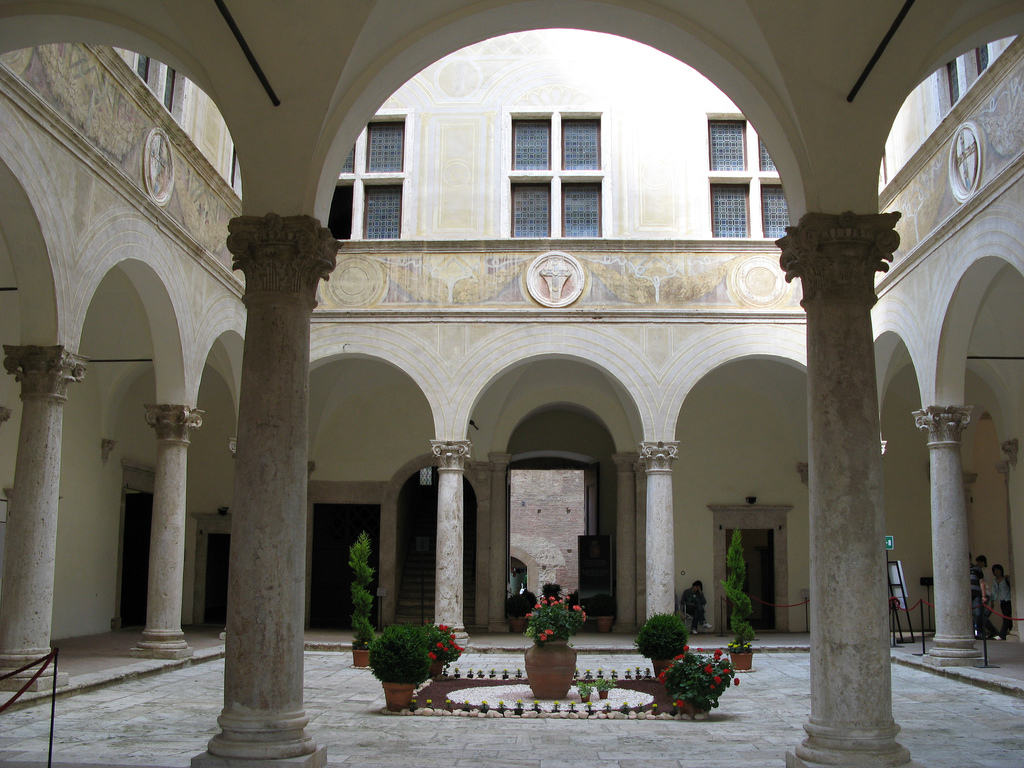
Затишний внутрішній дворик
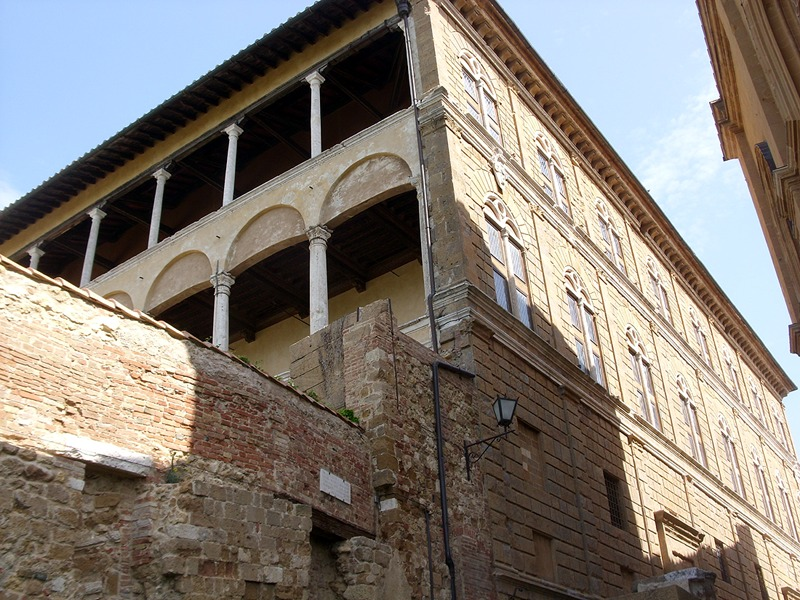
Садові лоджії і кам'яний паркан
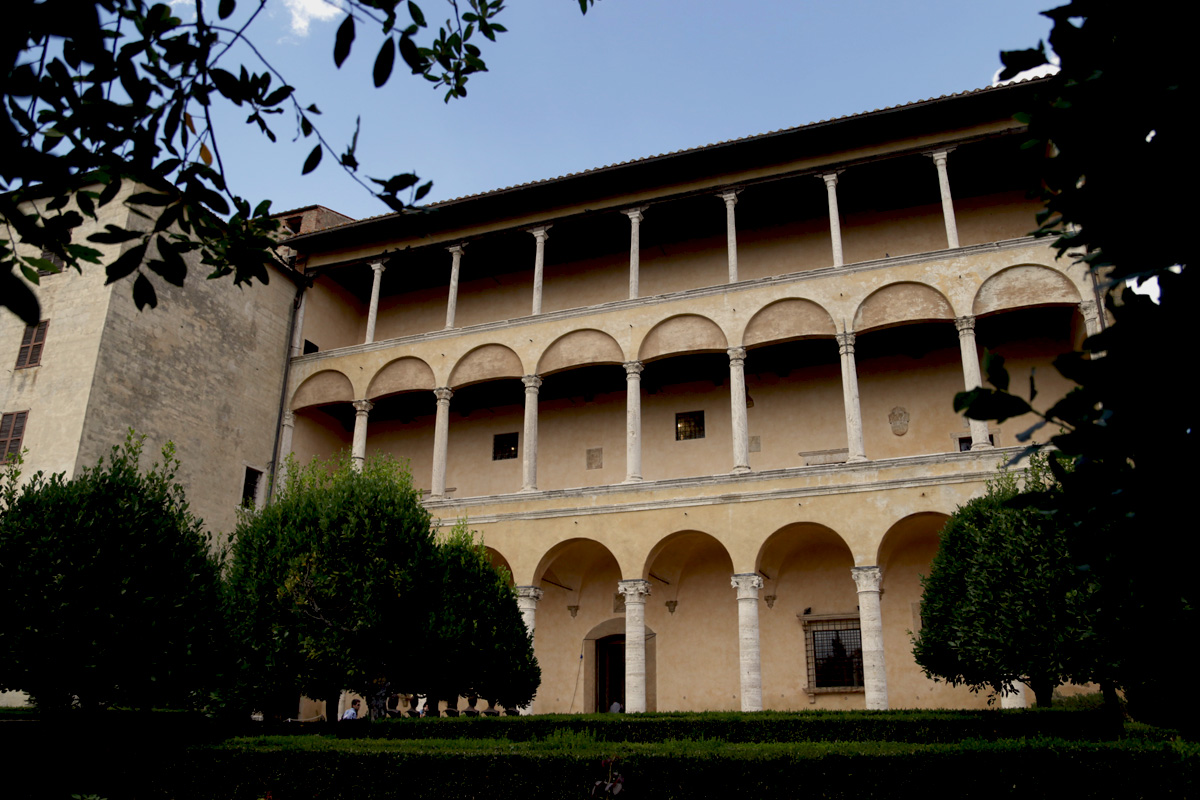
Фасад палацу та садок доби відродження
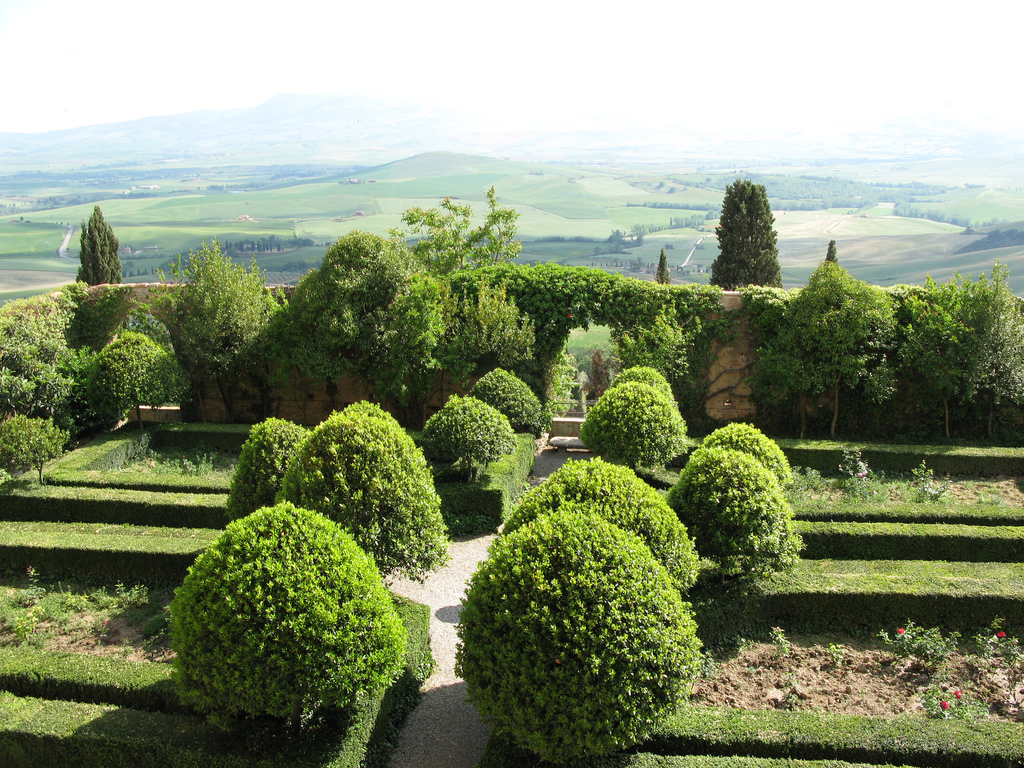
Садок доби відродження (відновлення)
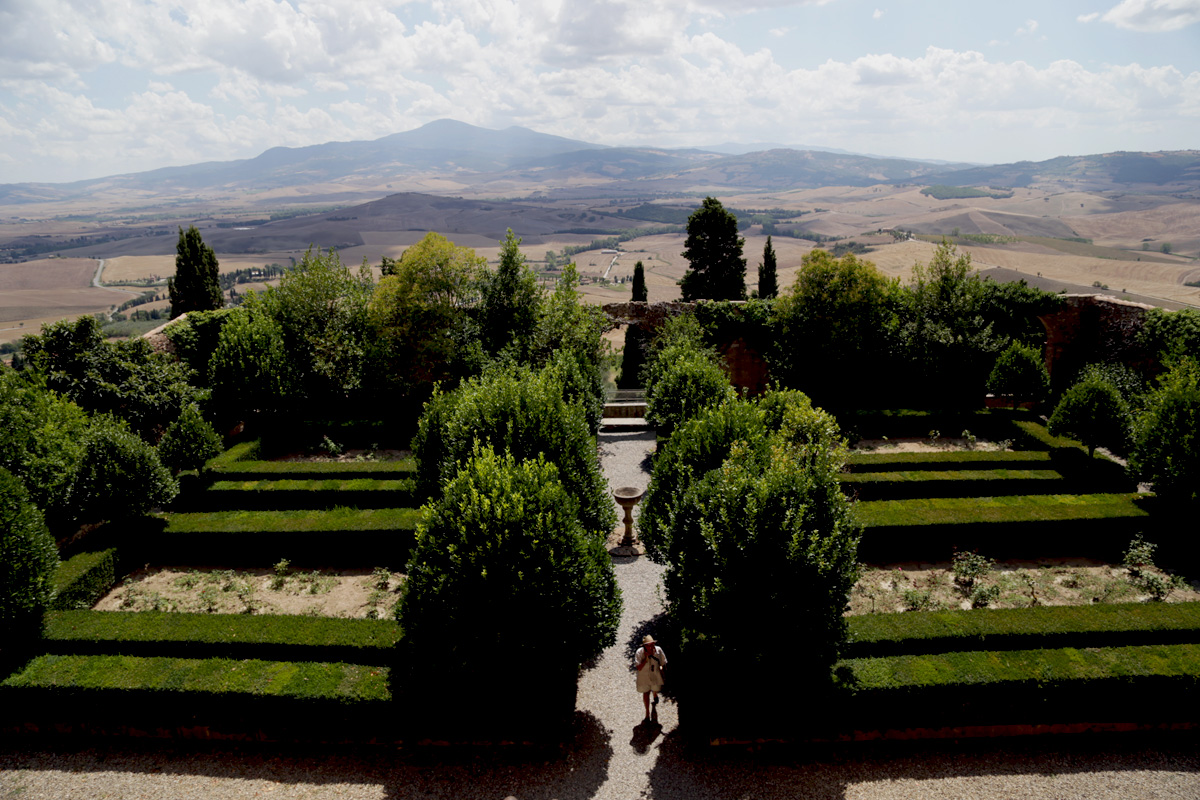
Краєвид долини від палацового садка